# 安德烈·马尔可夫
安德烈·安德烈耶维奇·马尔可夫（1856年6月14日—1922年7月20日）是一位俄国数学家。他在随机过程领域做出重要工作，最主要的一项研究后来被称作马尔可夫链和马尔科夫过程。
马尔可夫和他的弟弟弗拉基米尔·马尔可夫证明了马尔可夫不等式。他的儿子小马尔可夫也是一位著名的数学家，在结构主义数学和递归函数理论方面做出了贡献。

## 生平
安德烈·马尔可夫于1856年6月14日出生于俄国。他就读于彼得堡文法学校，被一些老师认定为叛逆学生；除了数学以外，他在其他的大部分科目都表现不佳。其后他就读圣彼得堡大学。他的老师包括尤利安·索霍茨基（微分、高等算术）、康斯坦丁·波谢（解析几何）、叶戈尔·佐洛塔廖夫（积分）、帕夫努季·切比雪夫（数论和概率论）、亚历山大·科尔金（常微分和偏微分方程）、米哈伊尔·奥卡托夫（机理论）、奥西普·索莫夫（机械学）和尼古拉·布达耶夫（图形几何学和高等几何学）。在大学完成学业后，他被请求留校作为数学家任职。其后他在中学教书，并自行继续其数学研究。此时，他找到了他的数学技能的一个实际用途，发现可以用链模型来模拟俄罗斯文学中辅音和元音的头韵法。他同样在数学的很多其他方面做出了贡献。马尔可夫1922年逝世于圣彼得堡。